# فانيك ترار
فانيك ترار (بالإنجليزية: Vanike Tarar)‏ هي منطقة سكنية تقع في باكستان في البنجاب (باكستان). يقدر عدد سكانها 25 كم2 وترتفع عن سطح البحر 210 متر.